# Przełęcz Białego
Przełęcz Białego (1310 m) – przełęcz w polskich Tatrach Zachodnich pomiędzy Małą Krokwią (1365 m) w masywie Krokwi a Białą Czubką (1333 m), zaliczaną już do masywu Giewontu (tzw. Biały Grzbiet). Jest to najniższa przełęcz między Giewontem a Krokwią. Dawna góralska nazwa tej przełęczy to Czerwone Brzeżki, przez turystów nazywana była także Przełęczą na Patykach, a na niektórych mapach dla odróżnienia od położonej po południowo-zachodniej stronie Białej Czubki Wyżniej Przełęczy Białego opisywana jest jako Niżnia Przełęcz Białego z wysokością ok. 1305 m. Wschodnie stoki przełęczy opadają do Doliny Bystrej poniżej Kalatówek, z zachodnich do Doliny Białego opada Żleb pod Patyki. Porasta go las zwany Patykami.
Stoki wschodnie zwane Kalackim Upłazem poprzez dawną gospodarkę pasterską były silnie przetrzebione i mocno zerodowane, ale obecnie porasta je las świerkowy. Przez przełęcz prowadzi znakowany szlak turystyczny (Ścieżka nad Reglami), rejon przełęczy porośnięty jest jednak gęstym świerkowym lasem i pozbawiony widoków, dobre widoki roztaczają się natomiast z wyżej położonej Wyżniej Przełęczy Białego.

## Szlaki turystyczne
– odcinek Ścieżki pod Reglami z Kalatówek do Doliny Strążyskiej.
- czas przejścia z Kalatówek na przełęcz 30 min, ↓ 20 min
- czas przejścia z Polany Strążyskiej na przełęcz 75 min, ↓ 65 min.

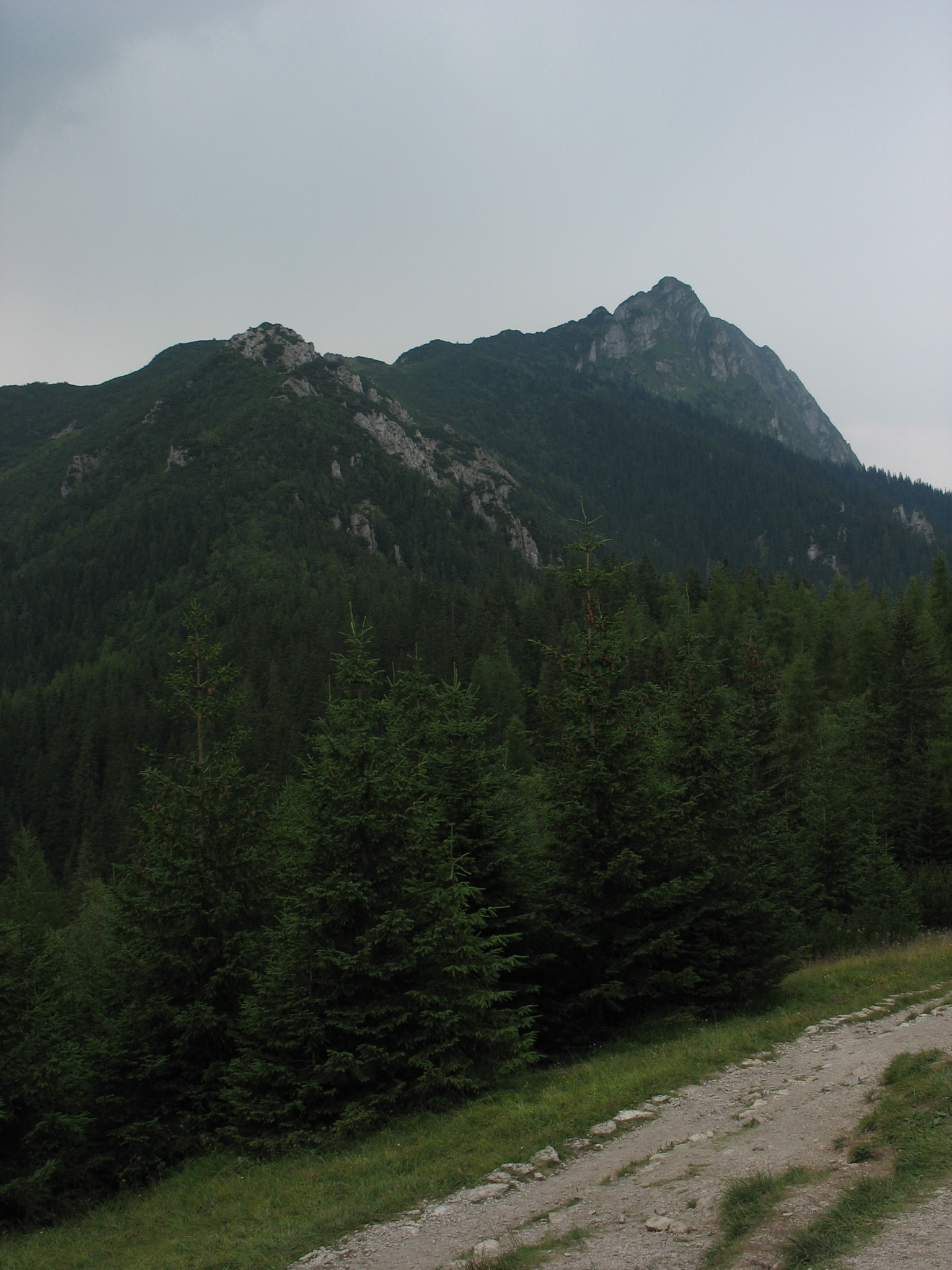
Przełęcz Białego i wschodnie ściany Giewontu